# جورج كابل
جورج كابل هو محامي وسياسي أمريكي، ولد في 25 يناير 1836 في دانفيل في الولايات المتحدة، وتوفي في 23 يونيو 1906 في بالتيمور في الولايات المتحدة. نشط حزبياً في الحزب الديمقراطي. وقد انتخب عضو مجلس نواب الولايات المتحدة عن ولاية فرجينيا ‏ وانتخب عضو مجلس النواب الأمريكي ‏.